# 约尔格·达默
约尔格·达默（德語：Jörg Damme，1959年5月9日—），德国男子射击运动员。他曾代表东德、德国参加1980年、1988年、1992年和1996年夏季奥林匹克运动会射击比赛，其中1980年奥运会获得一枚铜牌。